# Philosophy Talk
Philosophy Talk（フィロソフィートーク）は、哲学をテーマとした米国のラジオ番組。サンフランシスコのFMラジオ局KALWを中心に全米4州28のラジオ局で週一回一時間のプログラムが放送されている。ホスト役を務めているのはスタンフォード大学哲学科教授のジョン・ペリー（John Perry）とケネス・テイラー（Kenneth Taylor）。毎週一つのトピックが選ばれ、ゲストを招いてのフランクな議論が展開される。スタンフォードキャンパスの哲学科コーナーのスタジオから放送されている。ウェブサイトでバックナンバーを配信している。

## 概要

### 番組の構成
番組はまずペリーとテイラーのトークから始まる。数分間、二人が主題についての簡単な会話をした後、ゲストが紹介される。ゲストとのトークの合間には、聴取者からの質問コーナーが挟まれる。生で聞いている聴取者は電話（1-800-525-9917）またはメール（comments@philosophytalk.org）を通じて、ゲストに質問できる。

## 歴史
哲学をテーマとするラジオ番組のアイデアは、番組のスタートする10年以上前の1992年に、ペリーが思いついたものだった。しかし当時は「この案に乗ってくれるだけの十分にクレイジーな仲間」を見つける事が出来ずアイデアだけで話は終わる。3年後の1995年に、のちに番組でパートナーを務めることになるケネス・テイラーがスタンフォード大学の哲学科にやってくる。二人は2000年に番組のパイロット版を作成し、これをシアトルで開かれた Public Radio Conference で発表する。だが人々の反応は冷たかった。だがこの後、サンフランシスコのラジオ番組制作会社 Ben Manilla Production からデモを聞かせて欲しいとコンタクト受ける。デモを見終わった後の昼食で社長のBen Manillaは「このテープを他の人間に聞かせないで欲しい」と言い、「放送までこぎつけることを約束する」と二人に伝えた。新しい賛同者を得、プロジェクトは二人の大学教授（ペリー、テイラー）と放送業界のベン・マニラの三人を中心に進行していくことになる。マニラはパイロット版をより高音質で聞きやすいものに編集しなおし、サンフランシスコ・ベイエリア周辺のラジオ局に売り込んだ。地域最大の公共放送局であるKQEDはこの売り込みを却下したが、地域のより小さな放送局KALWが番組を放送することとなった。KALWでの放送開始後、徐々に放送範囲は広がり、現在ではカリフォルニア州、ワシントン州、オレゴン州、ニューヨーク州の4州、計28のFMラジオ局および2つのインターネットラジオ局でPhilosophy Talk が放送されている。

## 資金難
Philosophy Talk は番組開始当初から資金難に悩まされている。

### 費用
番組のホスト役の二人、ジョン・ペリーとケネス・テイラーは無給で番組の制作に参加している。つまり二人に関しては一切コストはかかっていない（ラジオ制作で忙しいので、大学側が仕事量を減らす、といった計らいも一切ないとのこと）。つまり番組を継続させるのに必要な主な費用は、番組のレコーディングの際に制作会社および制作に携わったスタッフに支払う費用、そしてネット上で番組のバックナンバーを無料配信するのに必要な通信費用の二つである。

### 収入源
一般に独自に制作されたラジオ番組は、ラジオ局に対して番組を有料で販売することによってその制作コストを回収する（そしてラジオ局は広告主から支払われる収入によってその購入コストを賄う）。しかしPhilosophy Talkはテーマが哲学であり、かつその取り扱いも至って学術的なこともあり、高い聴取率が見込めない。そこでラジオ局に対して無償で番組を提供している。
こうした事から番組開始当初から、番組制作資金の大部分はスタンフォード大学からの資金提供だけに頼ってきた。しかし2007年からは、新しい資金源を求めて、有料でポッドキャストを配信するサービスを始めた。有料での配信はスタートしたが、それでもウェブサイトでのバックナンバーの無料配信は今までどおり継続して行われていく。つまりストリーミングで聴くのはタダだが、その音声ファイルを自分のパソコンやiPodにダウンロードするのは有料、という玉虫色の方針を選択したことになる。これによりオープンアクセスのスタイルを保ちながらもクオリティーの高い番組を制作し続けることを目指す。こうしたスタイルは一見珍しく見えるが、ペリーが立ち上げに関わったオンライン哲学百科事典、スタンフォード哲学百科事典でも、似たような方法で経営が行われている。つまりもともと誰でも無料で閲覧できるサイトなのだが、運営資金確保のために大学図書館に対しては寄付をお願いしていく、という方法である。スタンフォード哲学百科事典では実際これで運営資金がうまくカバーされている。とはいえラジオ番組である Philosophy Talk でもそうした方針が通用するのかどうかは未知数である。

## ゲストとテーマ
登場するゲストの顔ぶれは多彩であり、それに合わせて扱われるテーマも幅広い。以下いくつか例を挙げる。
| 放送日         | ゲスト                              | テーマ                     | リンク |
| -------------- | ----------------------------------- | -------------------------- | ------ |
| 2007年5月20日  | マービン・ミンスキー                | 人工知能                   | 聴く   |
| 2006年12月10日 | パトリシア・チャーチランド          | 神経哲学                   | 聴く   |
| 2006年8月22日  | ダン・スペルベル                    | 語用論                     | 聴く   |
| 2006年1月17日  | ダニエル・デネット                  | インテリジェント・デザイン | 聴く   |
| 2005年6月21日  | ピーター・シンガー                  | 貧困問題                   | 聴く   |
| 2005年5月24日  | レダ・コスミデス                    | 進化心理学                 | 聴く   |
| 2005年1月11日  | ジョン・サール                      | 心の哲学                   | 聴く   |
| 2004年4月6日   | デイヴィッド・チャーマーズ          | 意識                       | 聴く   |
| パイロット版1  | ジョン・サール ジョン・マッカーシー | 人工知能                   | 聴く   |

その他、Past Programsのページに今まで放送されたバックナンバーが全てリストされている。またUpcoming Topicsのページから今後の放送予定をチェックできる。

## 聴取方法
番組の聴取方法は三種類ある。

### ラジオで聞く
もしあなたがサンフランシスコ・ベイエリアに住んでいるなら、FMラジオ機で番組を聴くことができる。放送されているチャンネルは公共ラジオ局KALW（91.7MHz）。放送時間は現地時間で日曜10:00am-11:00am、日本時間だと月曜3:00am-4:00am。

### ストリーミング放送で聞く
KALW放送のライブストリーミングを www.kalw.org/listen.html listenで聞く事が出来る（要RealPlayer）。放送時間は上記同様 現地時間で日曜10:00am-11:00am、日本時間で月曜3:00am-4:00am。

### バックナンバーを聞く
Past Programsにバックナンバーがすべてリストされている。どれもその場ですぐに聴くことができる（要RealPlayer）。

## 参照
- Adair Lara. "The rants are lofty on new radio show", San Francisco Chronicle, 2004-03-27. -2007年7月2日閲覧.
- Brooke E. O’Neill (2004-03-27). "The philosopher’s zone: Stanford philosophy professor Ken Taylor brings reason to radio" Peer Review. The University of Chicago Magazine. -2007年7月2日閲覧.
- Shawn M. Sims. "Stanford Professors Host Talk Show on Philosophy Issues", The News in Brief, The Stanford Review Volume 31, Issue 8, 2004-01-29. -2007年7月2日閲覧.
- John Sanford. "'Philosophy Talk' tackles the big questions (not engine trouble)", Stanford Report, 2003-08-06. -2007年7月2日閲覧.
- John Sanford. "'Philosophy Talk' radio series kicks off", Stanford Report, 2004-01-08. -2007年7月2日閲覧.
- "Philosophy Talk" Public Radio Exchange: 2004-03-27. -2007年7月2日閲覧.
- "“Philosophy Talk” Radio Broadcast" Proceedings And Addresses: Volume 79, Issue 3. American Philosophical Association: January 2006. -2007年7月2日閲覧.